# Вестерборк (концентраційний табір)

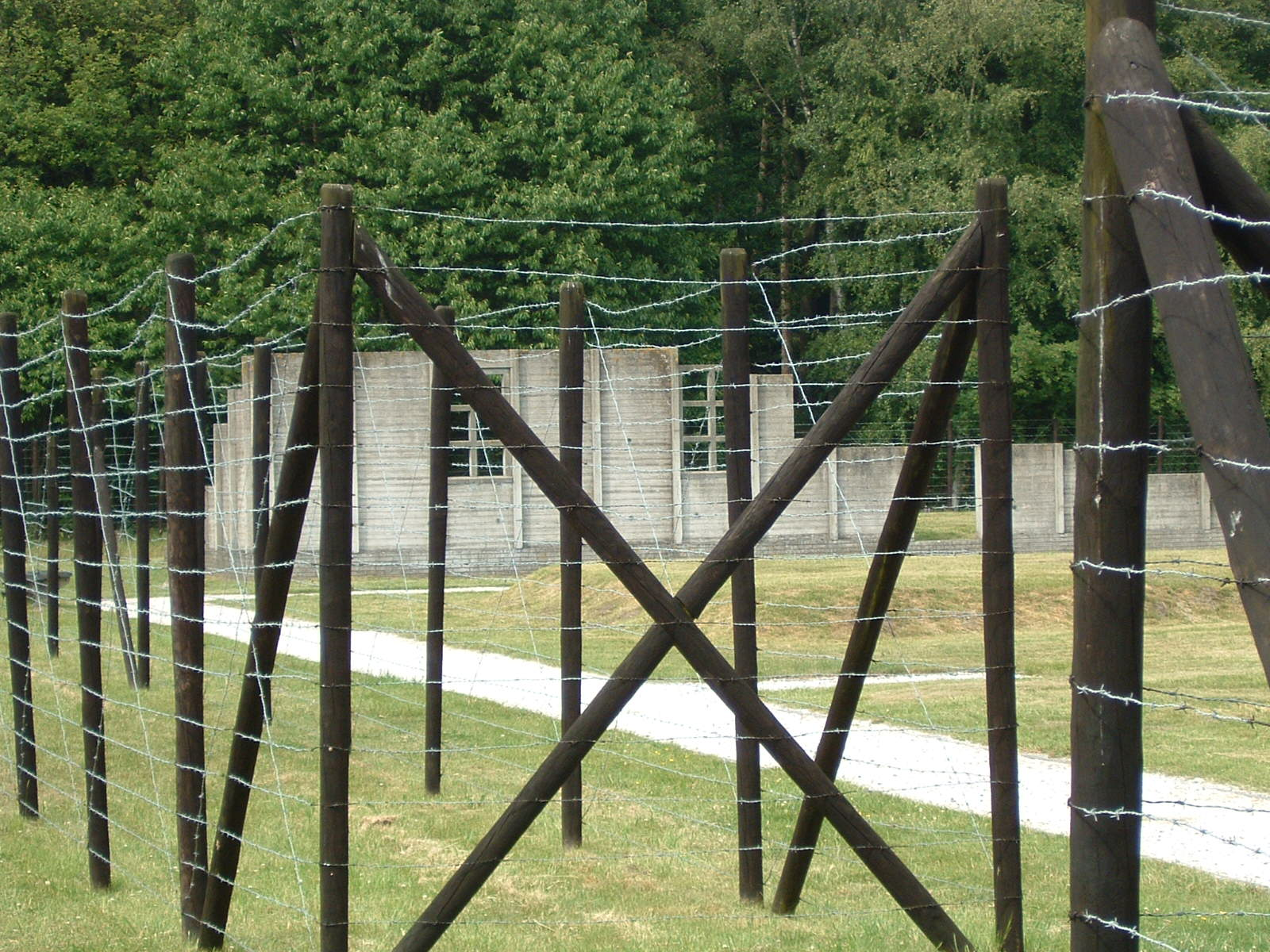
Реконструйований барак, в якому у серпні — вересні 1944 року жила Анна Франк

52°55′3″ пн. ш. 6°36′26″ сх. д. / 52.91750° пн. ш. 6.60722° сх. д.
Вестерборк (нід. Westerbork) — концентраційний табір, створений після окупації Нідерландів нацистською Німеччиною за десять кілометрів на північ від міста Вестерборк в провінції Дренте, неподалік від кордону з Німеччиною.
У 1939 році нідерландська влада створила Вестерборк як табір для біженців — євреїв, що залишили Німеччину й окуповані нею території. Перші біженці були розміщені в таборі 9 жовтня. Всього було зведено 50 бараків на 1800 чоловік і безліч саморобних побудов. Табір для біженців було переобладнано на концтабір наприкінці 1941 — початку 1942 року.
Вестерборк став транзитним табором, в якому розміщувались нідерландські євреї й цигани, що пересилались до концтаборів на сході, в основному до Аушвіцу 2 й Собібору. 12 квітня 1945 року Вестерборк було звільнено канадськими солдатами.
З 7 серпня по 3 вересня 1944 року в таборі утримувались Анна Франк та її родина. Потім їх депортували до Освенциму. Етті Хіллесум у 1942—1943 роках спочатку працювала в таборі добровольцем, а потім утримувалась як ув'язнена. Вона та її родина також були депортовані до Освенциму. Ще одним відомим в'язнем був актор і режисер Курт Геррон.

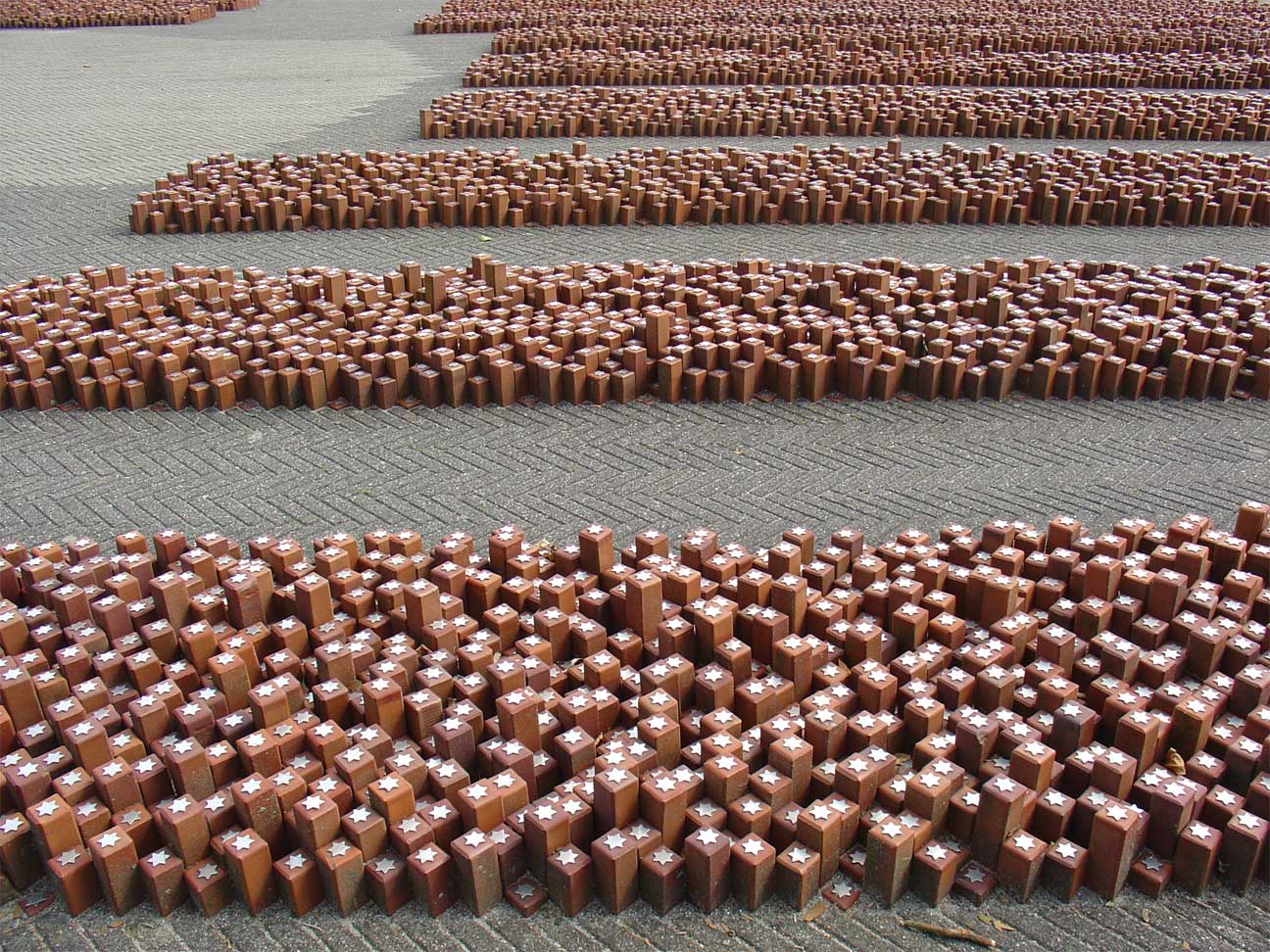
Меморіал у Вестерборку. Кожен камінь символізує бранця табору, якого було депортовано з Вестерборка й загинув

Надалі в таборі утримувались нідерландські колабораціоністи. Після війни за незалежність Індонезії у Вестерборку була розміщена частина біженців. У 1970-х табір було демонтовано, на його місці відкрився меморіальний комплекс.